# Bud
Bud este o localitate din comuna Fræna, provincia Møre og Romsdal, Norvegia, cu o suprafață de 0,69 km² și o populație de 760 locuitori (2013).